# Dmitrij Andrejevics Muratov
Dmitrij Andrejevics Muratov (cirill betűkkel Дми́трий Андре́евич Мура́тов) (Kujbisev, 1961. október 29. vagy 1961. október 30. –) orosz újságíró, a Novaja Gazeta című újság főszerkesztője, akinek a véleménynyilvánítás szabadságának védelmében végzett munkájáért 2021-ben odaítélték a Nobel-békedíjat.

## Pályafutása
1961. október 30-án született Kujbisevben (mai nevén Szamara). 1983-ban diplomázott a Kujbisevi Állami Egyetem filológiai karán. 1983 és 1985 között a hadseregben szolgált.
A katonai szolgálat után a Volzsszkij Komszomolec című újságnál dolgozott. 1987-ben a Komszomolszkaja Pravda című újság rovatvezetője lett. 1990-ben a lap információs részlegének szerkesztője lett.
1992 novemberében távozott a Komszomolszkaja Pravdából, és ezzel egy időben társalapítója volt a 6-j etazs (oroszul 6-й этаж, jelentése: 6. [épület]szint) újságírói munkaközösségnek, amely a lap új szerkesztési politikájával egyet nem értő újságírókat tömörítette. A következő évben a társulás alapítója lett a Novaja Jezsednyevnaja Gazeta újságnak, amelynek első száma 1993. április 1-jén jelent meg. Muratov csatlakozott a szerkesztőbizottsághoz, és főszerkesztő-helyettes lett.
1994 decembere és 1995 januárja között az újság különtudósítójaként dolgozott a csecsenföldi háborús övezetben.
1995 februárjában lett az újság főszerkesztője, amelyet ekkor már Novaja Jezsednyevnaja Gazetáról Novaja Gazetára neveztek át.
Muratov egy ideig az újságnál és a televízióban dolgozott. 1997-ben például a Sajtóklub (ATV – ORTV) című műsor házigazdája volt; 1998–2000 között az NTV-n a heti rendszerességgel jelentkező A bíróság megérkezett című műsor házigazdája volt.
2004-ben egyik alapítója volt a 2008: Szabad választás elnevezésű bizottságnak. 2005-ben kilépett a bizottságból, és kijelentette, hogy „teljesen csalódott abban, ahogyan a demokraták megpróbáltak összefogni”.
2004-ben belépett az oroszországi Jabloko pártba.
2005-ben a Krokogyil című magazin egyik társtulajdonosa lett. A megújult magazin kiadását azonban 2008-ban már felfüggesztették.
2009-ben tagja a Jabloko listáján tagja lett a moszkvai önkormányzatnak. A 2011-es oroszországi parlamenti választáson 101. sorszámmal szerepelt a Jabloko listáján, de nem szerzett mandátumot. 2014 márciusában aláírta az orosz kormány krími politikája elleni tiltakozást. 2020 szeptemberében aláírta a fehéroroszországi tüntetéseket támogató levelet.
2017 novemberében lemondott a Novaja Gazeta főszerkesztői posztjáról, de 2019-ben visszatért a pozíciójába.
2021 októberében Maria Ressa Fülöp-szigeteki származású amerikai újságírónővel együtt megkapta a Nobel-békedíjat „a szólásszabadság védelmében tett erőfeszítéseikért, amely a demokrácia és a tartós béke előfeltétele”. Muratov a díjat a Novaja Gazetának és az elhunyt újságírótársaknak, Igor Domnyikovnak, Jurij Scsekocsihinnak, Anna Politkovszkajának, Anasztaszija Baburovának, Natalja Esztyemirovának és Sztanyiszlav Markelovnak ajánlotta.

## Fordítás
Ez a szócikk részben vagy egészben  a(z)   Муратов, Дмитрий Андреевич című orosz Wikipédia-szócikk fordításán alapul.  Az eredeti cikk szerkesztőit annak laptörténete sorolja fel. Ez a jelzés csupán a megfogalmazás eredetét és a szerzői jogokat jelzi, nem szolgál a cikkben szereplő információk forrásmegjelöléseként.